# Asmara Circuit
L'Asmara Circuit (it. Circuito di Asmara) è una corsa in linea maschile di ciclismo su strada che si svolge nella città di Asmara, in Eritrea, ogni anno in aprile. Si corre all'indomani del Giro d'Eritrea e chiude la stagione ciclistica eritrea. Nata nel 2013, poi interrotta e ripresa nel 2016, è subito entrata a far parte dell'UCI Africa Tour come evento di classe 1.2.

## Albo d'oro
Aggiornato all'edizione 2017.
| Anno      | Vincitore           | Secondo           | Terzo             |
| --------- | ------------------- | ----------------- | ----------------- |
| 2013      | Abdellah Ben Youcef | Daniel Teklay     | Nahom Desale      |
| 2014-2015 | non disputata       | non disputata     | non disputata     |
| 2016      | Yonas Fissahaye     | Aklilu Gebrehiwet | Dawit Araya Haile |
| 2017      | Michael Habtom      | Yohan Tesfay      | Saymon Musie      |